# Малый Алексин
Малый Алексин (укр. Малий Олексин) — село в Шпановской сельской общине Ровненского района Ровненской области Украины.
Население по переписи 2001 года составляло 798 человек. Почтовый индекс — 35377. Телефонный код — 362. Код КОАТУУ — 5624689504.